# Densa Thil

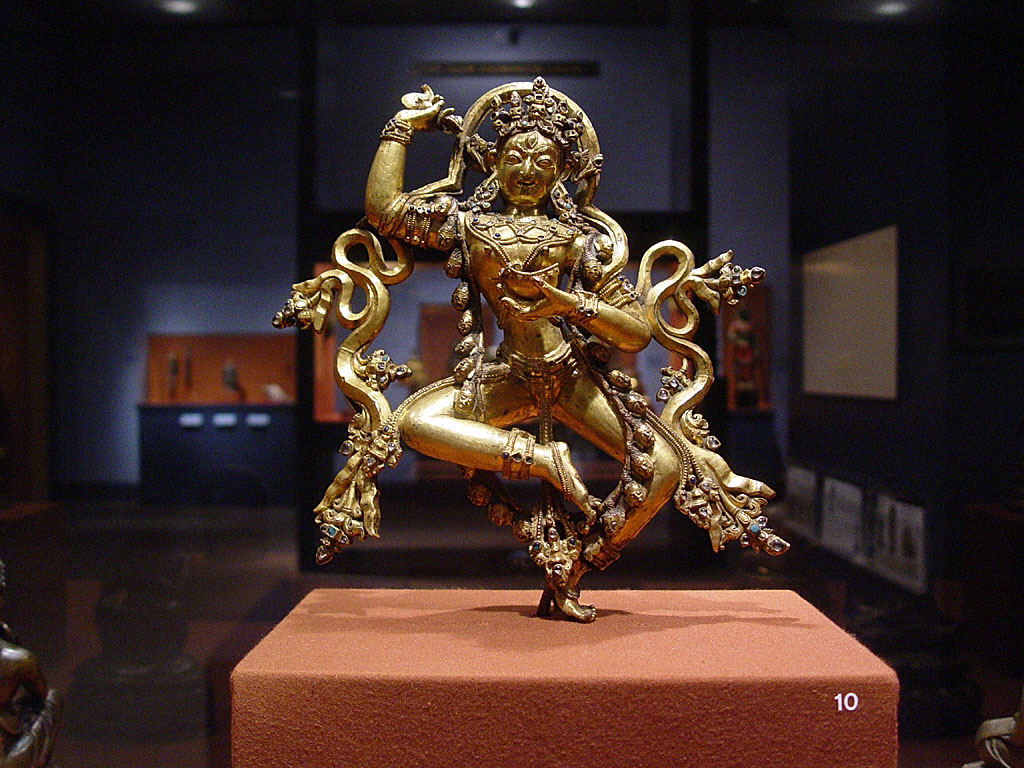
Vajravarahi aus dem Kloster Densa Thil, heute im Los Angeles County Museum of Art

Densa Thil (tibet.: གདན་ས་ཐེལ gdan sa mthil oder gdan sa thel; auch: Densatil) ist das erste Kloster der Phagdru-Kagyü-Schule des tibetischen Buddhismus. Es wurde in der zweiten Hälfte des 12. Jahrhunderts von Gampopas Schüler Phagmo Drupa Dorje Gyelpo (1110–1170) gegründet. Als sein Gründungsjahr gilt das Jahr 1158. Densa Thil befindet sich im Gebiet von Phagmodru im Kreis Sangri des Regierungsbezirks Shannan (Lhokha) im Süden des Autonomen Gebiets Tibet in der Volksrepublik China.
Das Kloster steht auf der Liste der Denkmäler des Autonomen Gebiets Tibet.

## Frühere Äbte des Klosters
- Dragpa Tsöndrü (Grags pa brtson 'grus, 1203–1267)
- Rinchen Dorje (Rin chen rdo rje, 1218–1280)
- Dragpa Gyeltshen (Grags pa rgyal mtshan, 1293–1360)
- Dragpa Sherab (Grags pa shes rab, 1310–1370)
- Dragpa Changchub (Grags pa byang chub, 1356–1386)
- Pelden Sangpo (Dpal ldan bzang po, 1383–1407)
- Sönam Dragpa (Bsod nams grags pa, 1359–1408) oder Sönam Sangpo (Bsod nams bzang po, 1380–1416)
- Sönam Gyeltshen (Bsod nams rgyal mtshan, 1386–1434)[5]